# Liste der Wappen im Wartburgkreis
Diese Liste erfasst alphabetisch geordnet die Wappen der Städte und Gemeinden des Wartburgkreises in Thüringen (Deutschland).

Wappen Wartburgkreis[1]
Der Wartburgkreis in Thüringen
Der Wartburgkreis in Deutschland

## Wappen der Städte und Gemeinden
Folgende Gemeinden führen kein Wappen:
| - Krayenberggemeinde - Werra-Suhl-Tal |

- Stadt
Amt Creuzburg
- Stadt
Bad Liebenstein[2]
- Kreisstadt
Bad Salzungen[3]
- Gemeinde
Barchfeld-Immelborn
- Gemeinde
Berka v. d. Hainich
- Gemeinde
Bischofroda
- Gemeinde
Buttlar
- Gemeinde
Dermbach
- Stadt
Eisenach[4]
- Gemeinde
Empfertshausen
- Stadt
Geisa
- Gemeinde
Gerstengrund
- Gemeinde
Gerstungen
- Gemeinde
Hörselberg-Hainich[5]
- Gemeinde
Krauthausen
- Gemeinde
Lauterbach
- Gemeinde
Leimbach
- Gemeinde
Nazza[6]
- Gemeinde
Oechsen
- Stadt
Ruhla
- Gemeinde
Schleid
- Gemeinde
Seebach
- Stadt
Treffurt
- Gemeinde
Unterbreizbach
- Stadt
Vacha
- Gemeinde
Weilar[7]
- Gemeinde
Wiesenthal
- Gemeinde
Wutha-Farnroda

## Wappen der Ortsteile

bisherige Stadt Bad Liebenstein[8]
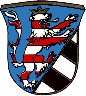
Gemeinde Barchfeld-Immelborn Ortsteil Barchfeld
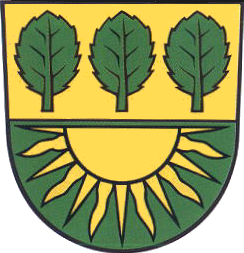
Gemeinde Hörselberg-Hainich Ortsteil Behringen
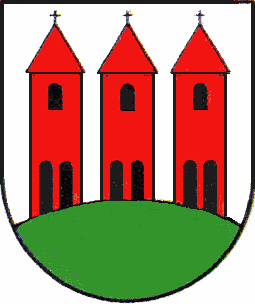
Stadt Werra-Suhl-Tal Ortsteil Berka/Werra
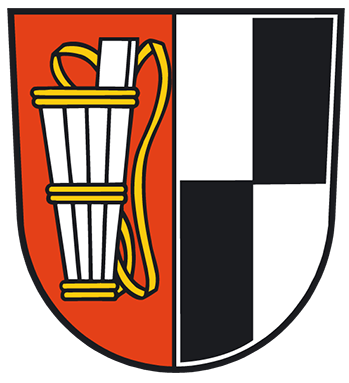
Stadt Geisa Ortsteil Borsch
Gemeinde Dermbach Ortsteil Brunnhartshausen

Stadt Amt Creuzburg Ortsteil Creuzburg
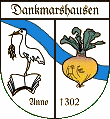
Stadt Werra-Suhl-Tal Ortsteil Dankmarshausen
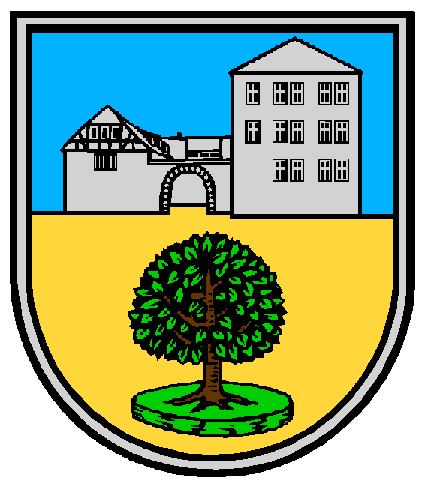
Krayenberggemeinde Ortsteil Dietlas
Stadt Werra-Suhl-Tal Ortsteil Dippach
Krayenberggemeinde Ortsteil Dorndorf
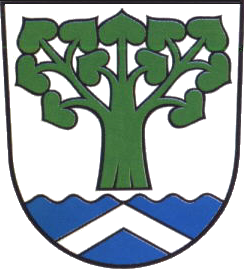
Stadt Amt Creuzburg Ortsteil Ebenshausen
Stadt Bad Salzungen Ortsteil Ettenhausen a.d. Suhl
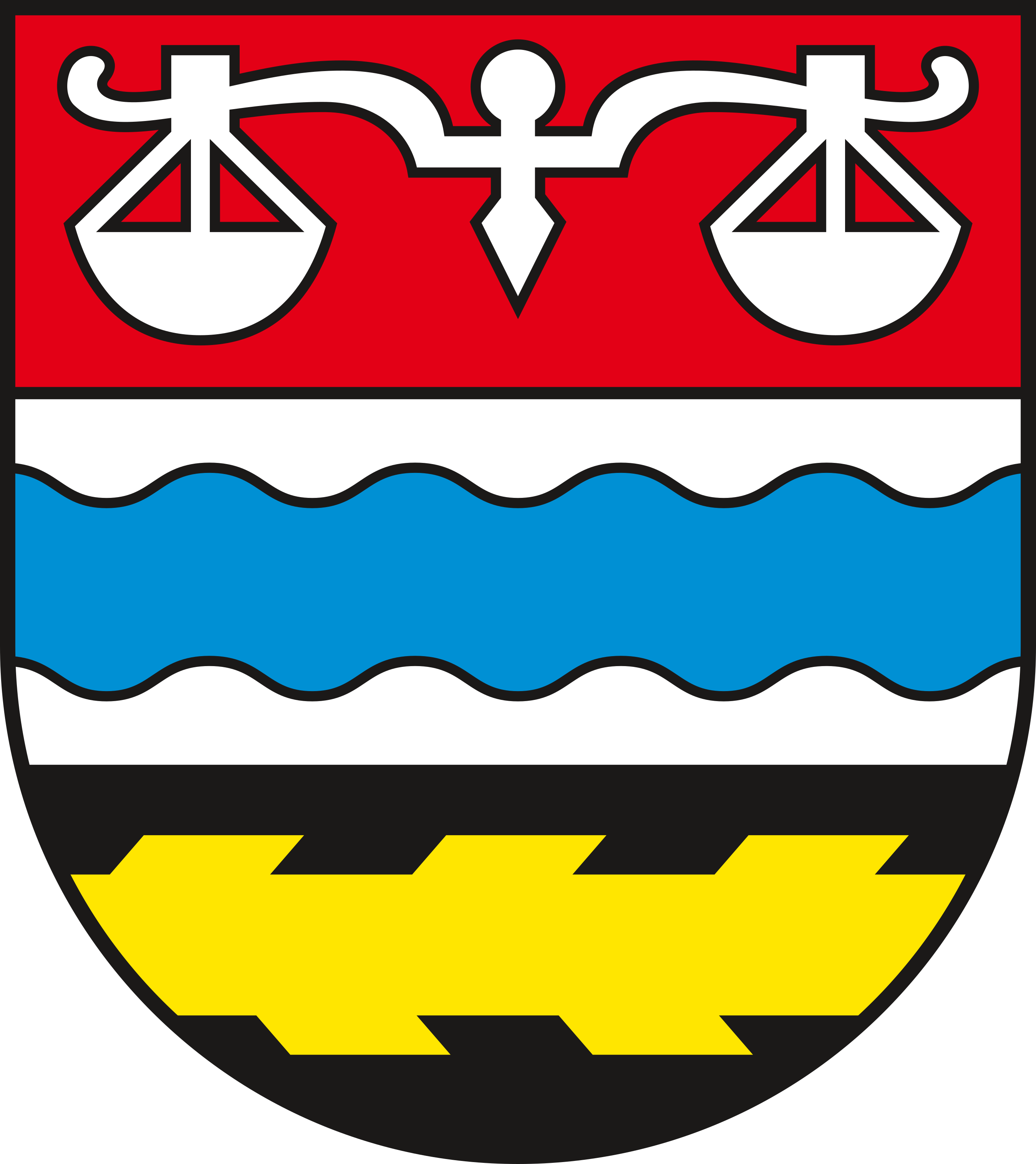
Stadt Amt Creuzburg Ortsteil Frankenroda
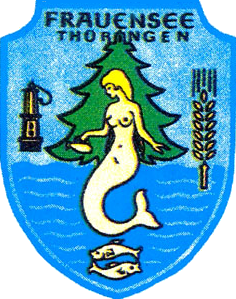
Stadt Bad Salzungen Ortsteil Frauensee
Stadt Werra-Suhl-Tal Ortsteil Großensee
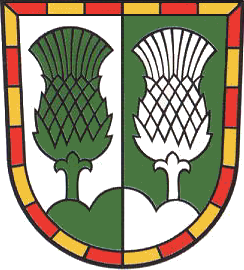
Gemeinde Hörselberg-Hainich Ortsteil Hörselberg
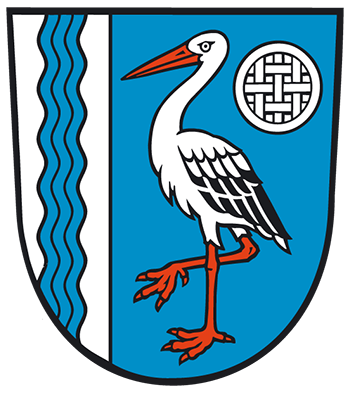
Gemeinde Barchfeld-Immelborn Ortsteil Immelborn
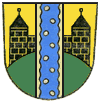
Krayenberggemeinde Ortsteil Kieselbach
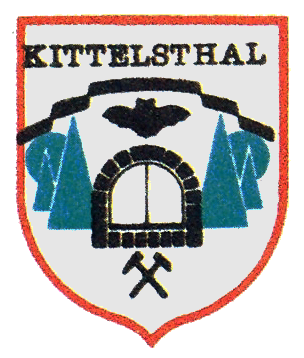
Stadt Ruhla Stadtteil Kittelsthal
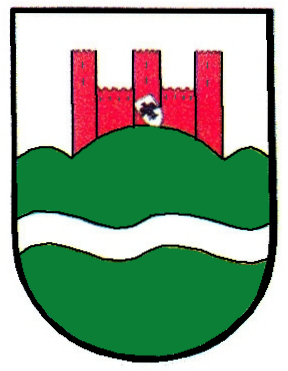
Gemeinde Gerstungen Ortsteil Lauchröden
Gemeinde Gerstungen Ortsteil Marksuhl
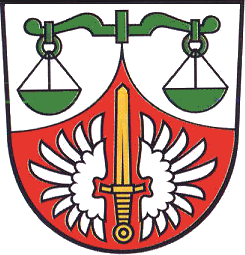
Stadt Amt Creuzburg Ortsteil Mihla
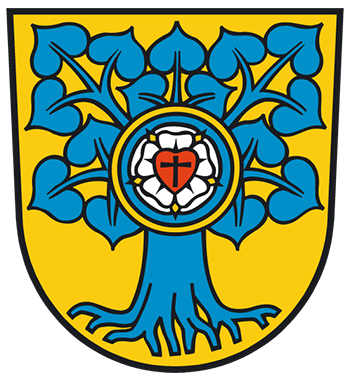
Stadt Bad Salzungen Ortsteil Möhra
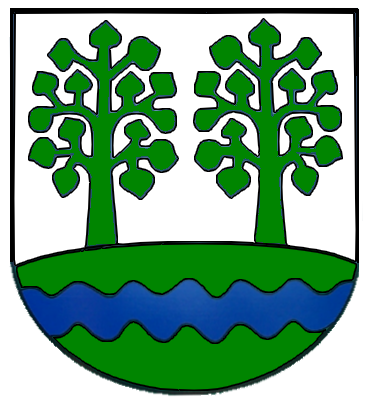
Gemeinde Wutha-Farnroda Ortsteil Mosbach
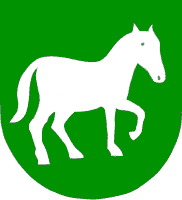
Gemeinde Unterbreizbach Ortsteil Pferdsdorf
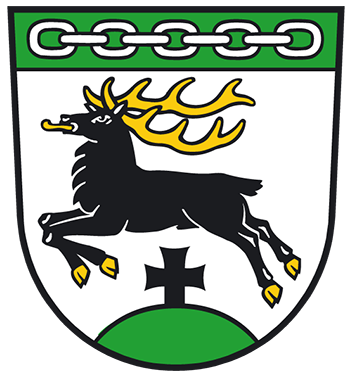
Stadt Geisa Ortsteil Rockenstuhl
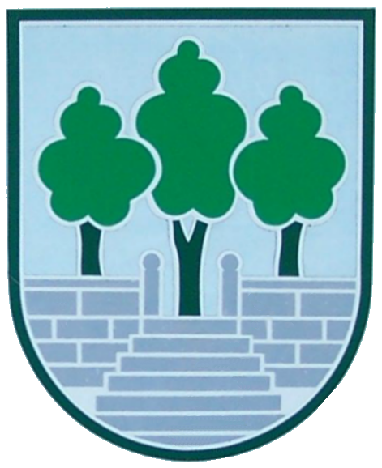
Stadt Amt Creuzburg Ortsteil Scherbda
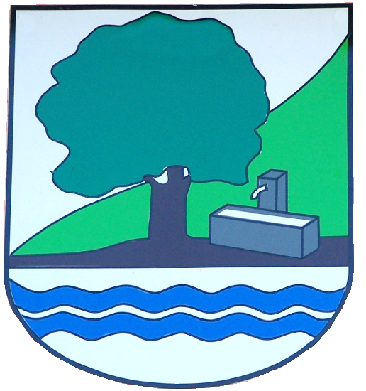
Gemeinde Wutha-Farnroda Ortsteil Schönau/Hörsel
Stadt Bad Liebenstein Ortsteil Schweina
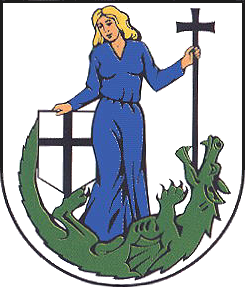
Gemeinde Dermbach Ortsteil Stadtlengsfeld
Stadt Bad Liebenstein Ortsteil Steinbach
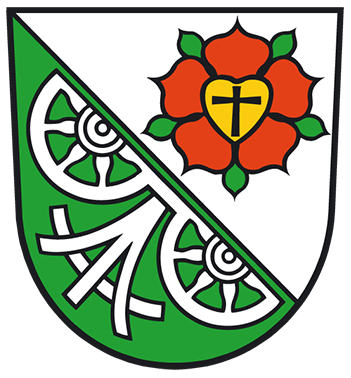
Gemeinde Unterbreizbach Ortsteil Sünna
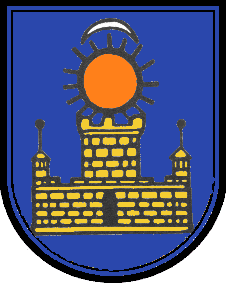
Stadt Ruhla Stadtteil Thal
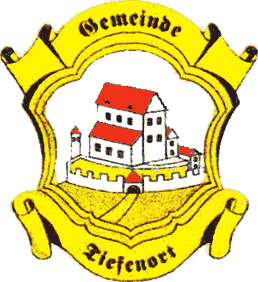
Stadt Bad Salzungen Ortsteil Tiefenort
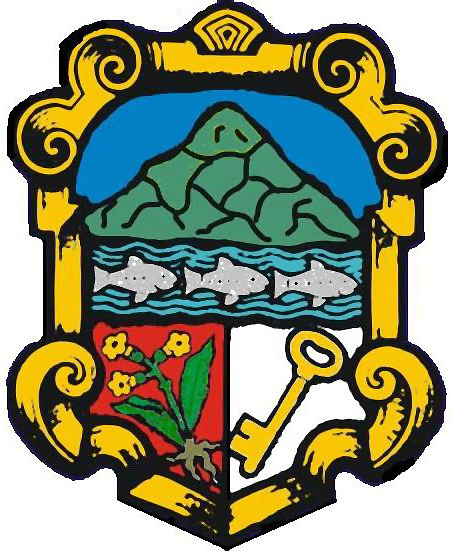
Gemeinde Dermbach Ortsteil Unteralba
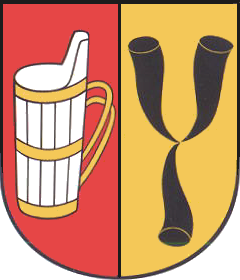
Gemeinde Unterbreizbach Ortsteil Unterbreizbach
Gemeinde Dermbach Ortsteil Urnshausen
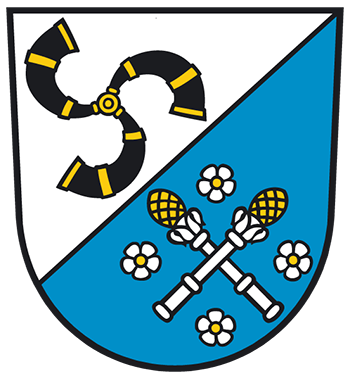
Stadt Vacha Ortsteil Völkershausen
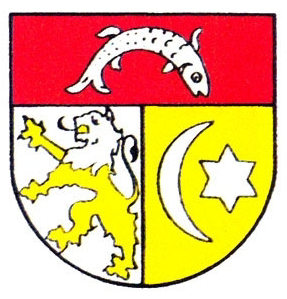
Gemeinde Buttlar Ortsteil Wenigentaft
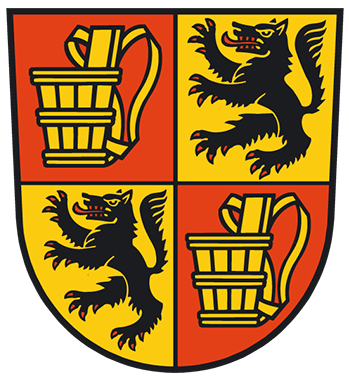
Stadt Vacha Ortsteil Wölferbütt
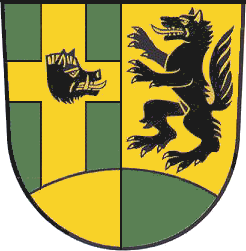
Gemeinde Gerstungen Ortsteil Wolfsburg-Unkeroda
Stadt Amt Creuzburg Ortsteil Creuzburg
- Stadt Werra-Suhl-Tal
Ortsteil Dankmarshausen
- Krayenberggemeinde
Ortsteil Dietlas
- Stadt Werra-Suhl-Tal
Ortsteil Dippach
- Krayenberggemeinde
Ortsteil Dorndorf
- Stadt Amt Creuzburg
Ortsteil Ebenshausen
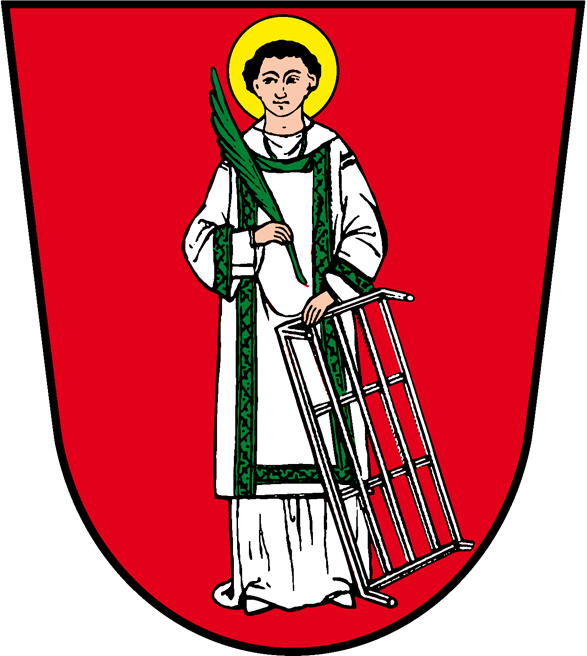
Stadt Bad Salzungen
Ortsteil Ettenhausen a.d. Suhl
- Stadt Amt Creuzburg
Ortsteil Frankenroda
Stadt Bad Salzungen Ortsteil Frauensee
- Stadt Werra-Suhl-Tal
Ortsteil Großensee
- Gemeinde Hörselberg-Hainich
Ortsteil Hörselberg
Gemeinde Barchfeld-Immelborn Ortsteil Immelborn
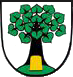
Gemeinde Berka v. d. Hainich

- Krayenberggemeinde
Ortsteil Kieselbach
- Stadt Ruhla
Stadtteil Kittelsthal
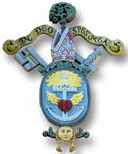
Gemeinde Gerstungen
Ortsteil Lauchröden
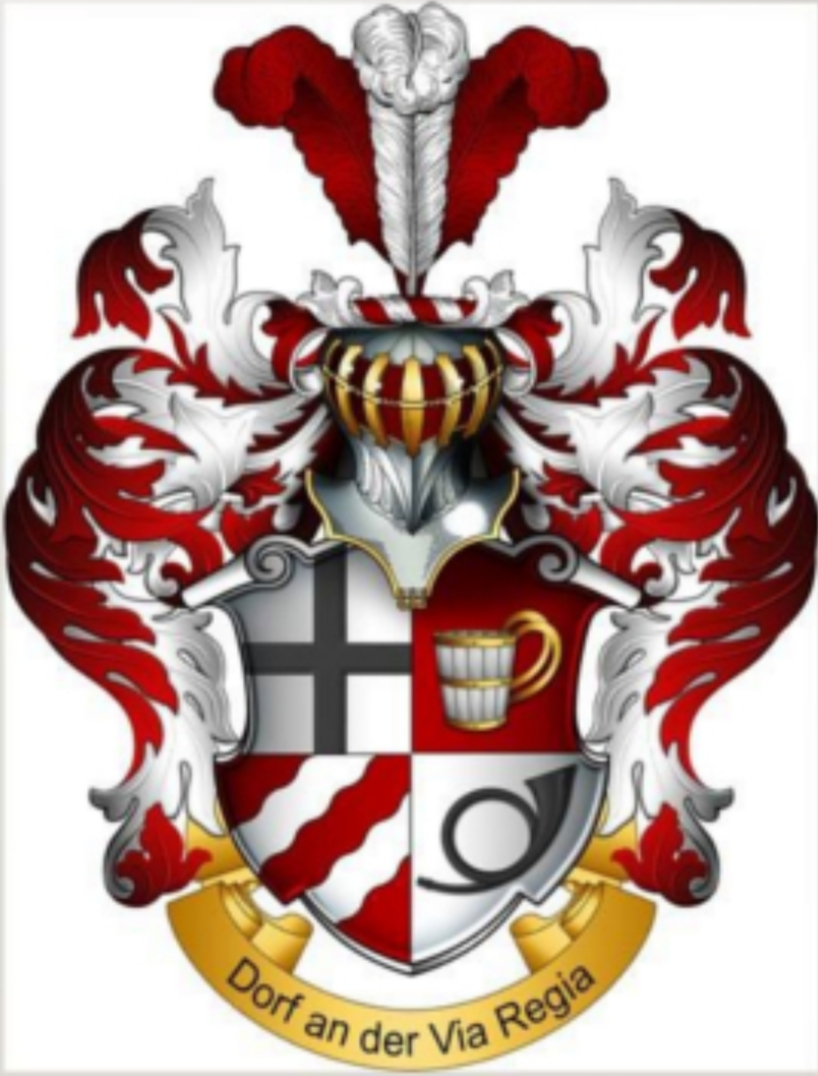
Gemeinde Gerstungen
Ortsteil Marksuhl
- Stadt Amt Creuzburg
Ortsteil Mihla
- Stadt Bad Salzungen
Ortsteil Möhra
Gemeinde Wutha-Farnroda
Ortsteil Mosbach
- Gemeinde Unterbreizbach
Ortsteil Pferdsdorf[10]
Stadt Geisa
Ortsteil Rockenstuhl
- Stadt Amt Creuzburg
Ortsteil Scherbda
Gemeinde Wutha-Farnroda
Ortsteil Schönau/Hörsel
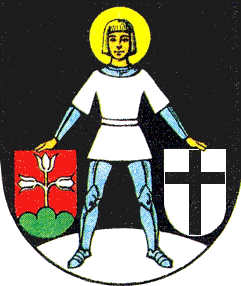
Stadt Bad Liebenstein
Ortsteil Schweina[11]
Gemeinde Dermbach
Ortsteil Stadtlengsfeld
- Stadt Bad Liebenstein
Ortsteil Steinbach
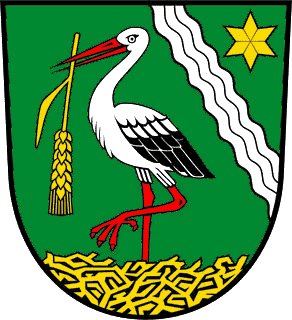
Gemeinde Unterbreizbach
Gemeinde Hörselberg-Hainich
Ortsteil Sünna[12]
- Stadt Ruhla
Stadtteil Thal
- Stadt Bad Salzungen
Ortsteil Tiefenort
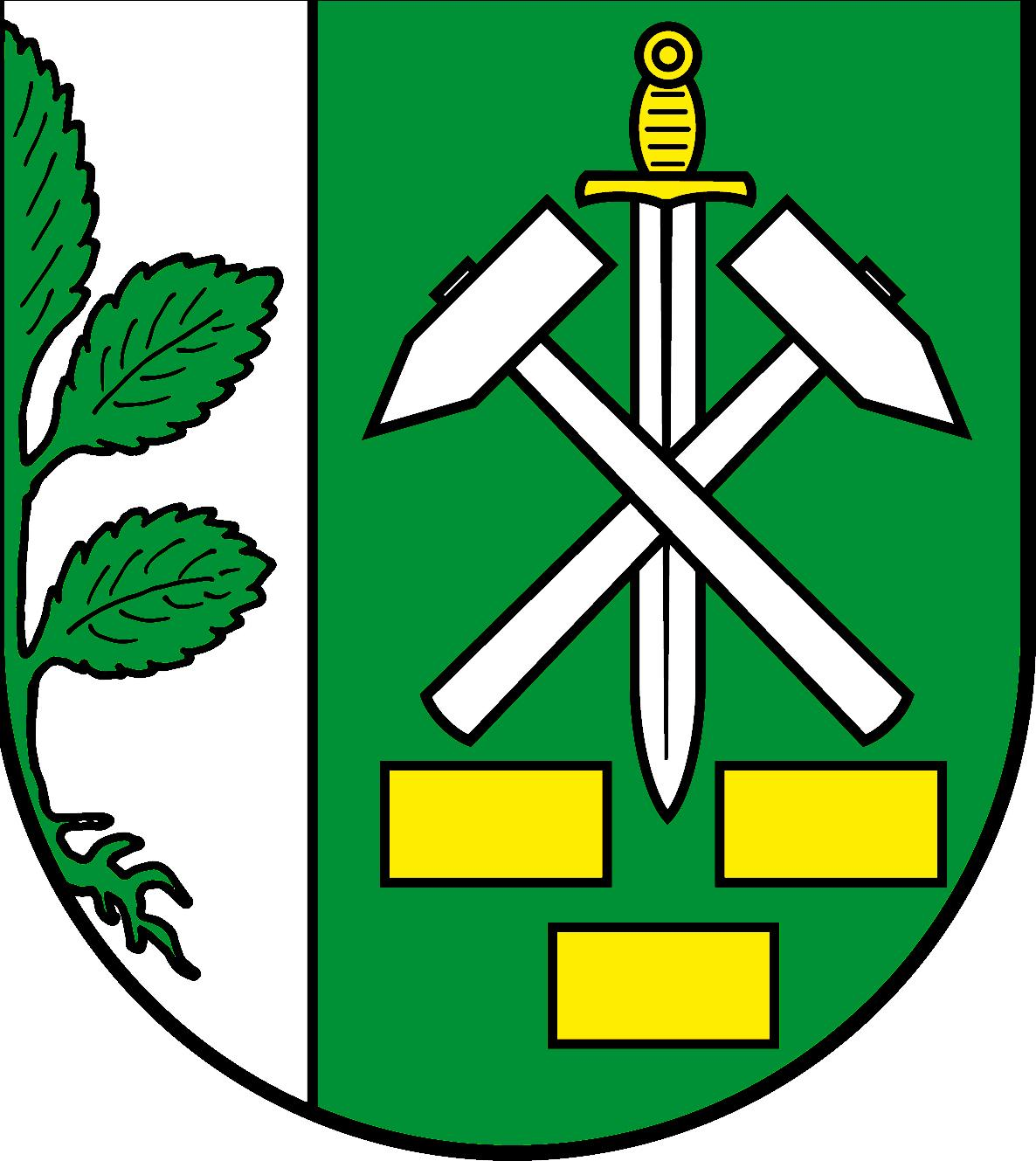
Gemeinde Dermbach Ortsteil Unteralba
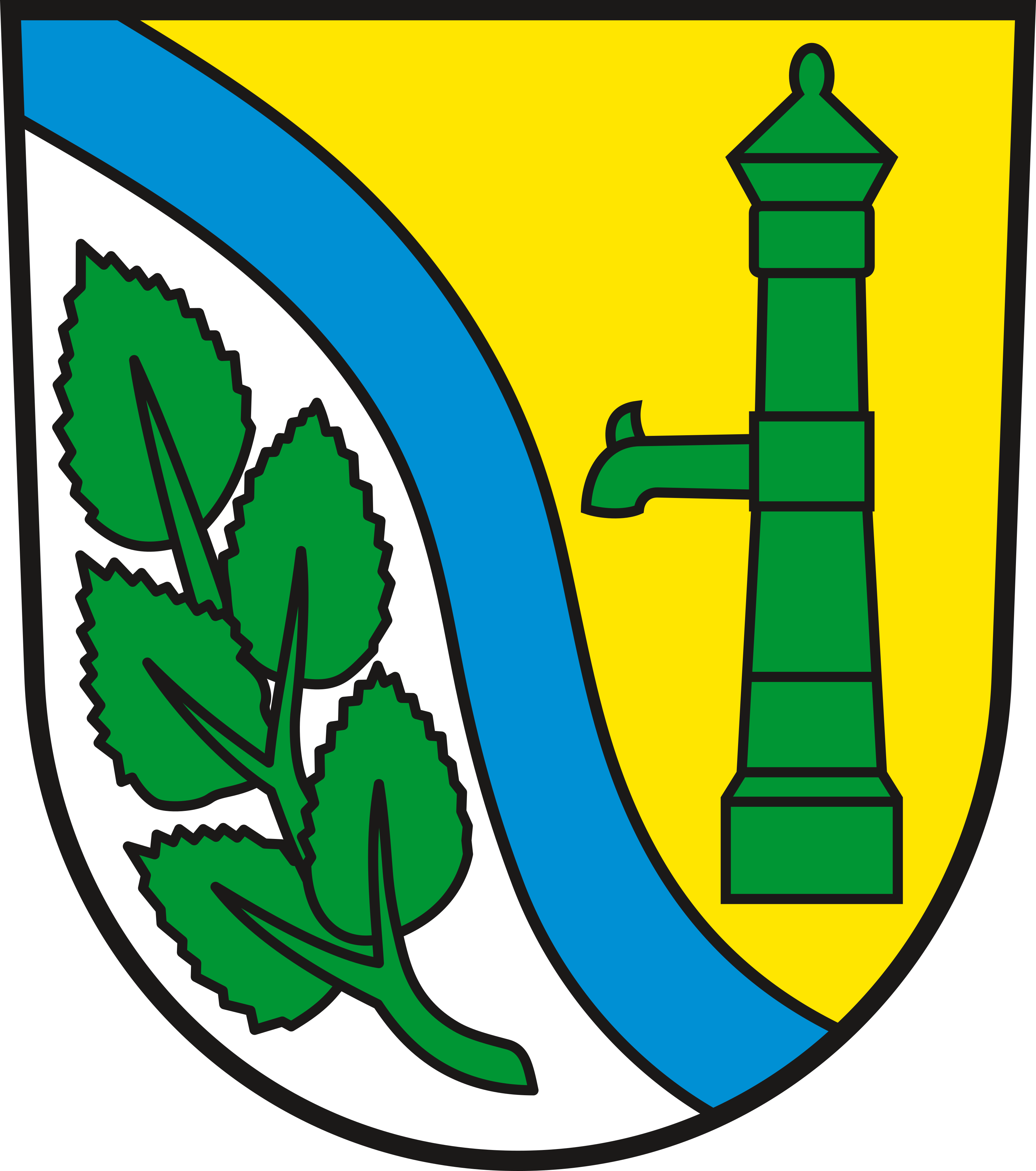
Gemeinde Unterbreizbach Ortsteil Unterbreizbach
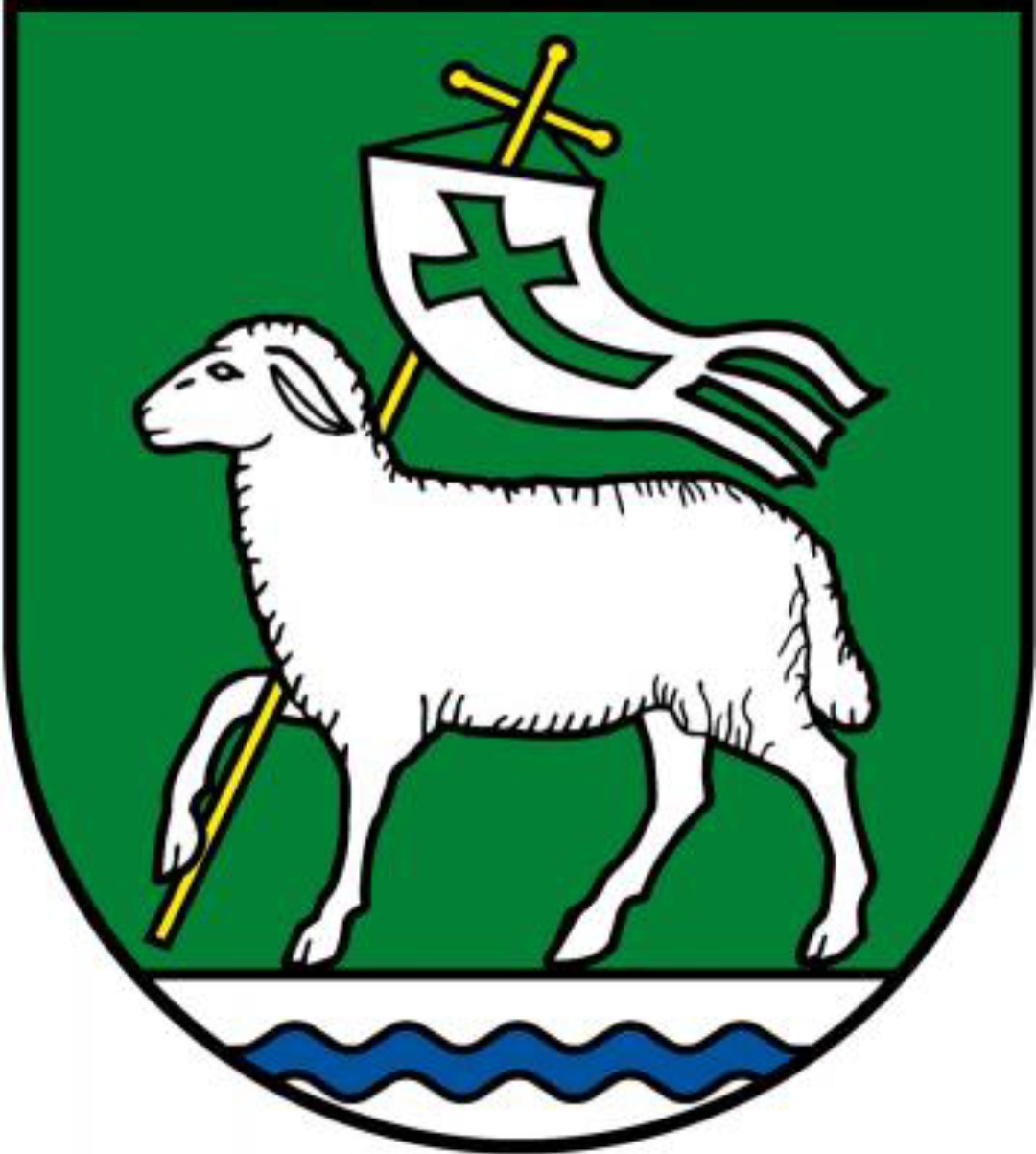
Gemeinde Dermbach Ortsteil Urnshausen
- Stadt Vacha
Ortsteil Völkershausen
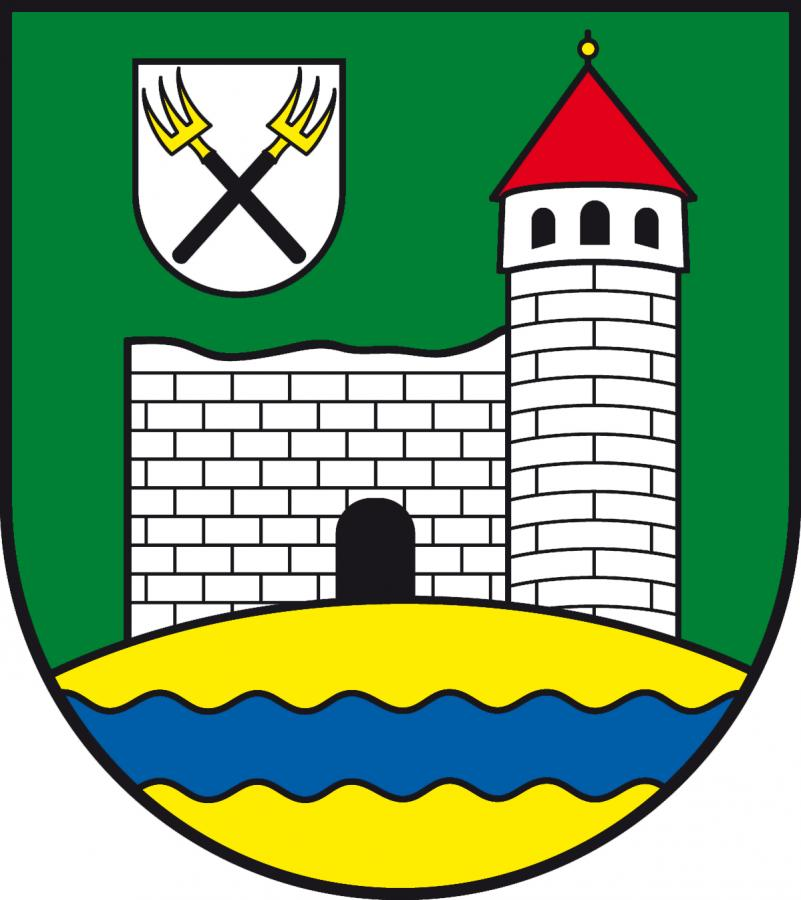
Gemeinde Buttlar
Ortsteil Wenigentaft
- Stadt Vacha
Ortsteil Wölferbütt
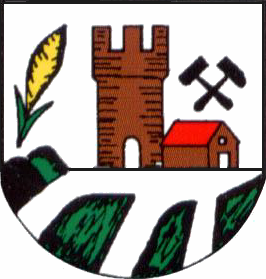
Gemeinde Gerstungen
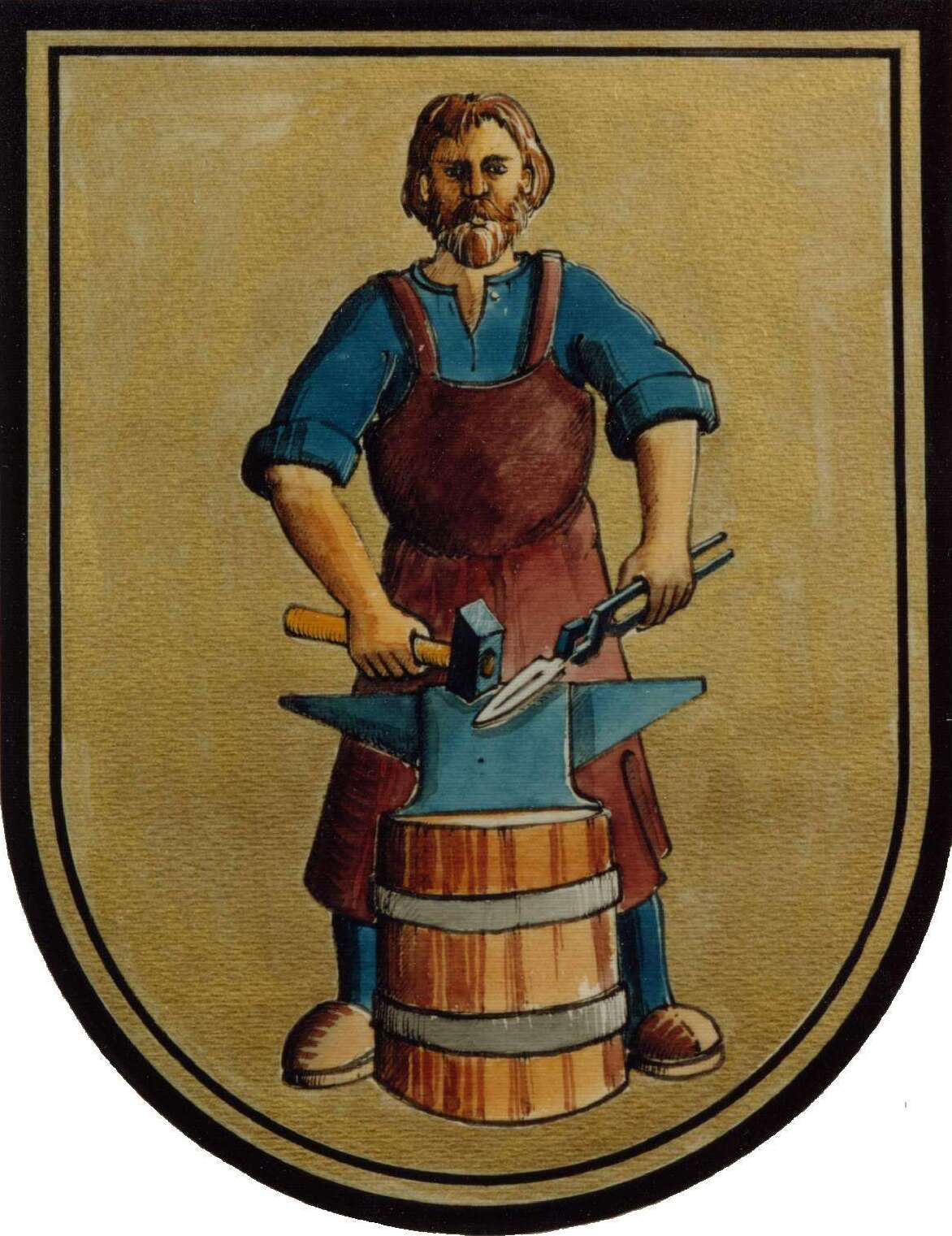
Stadt Ruhla
Gemeinde Schleid
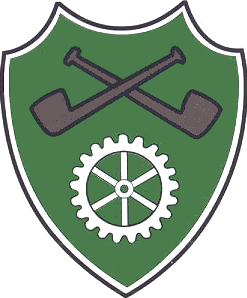
Gemeinde Seebach
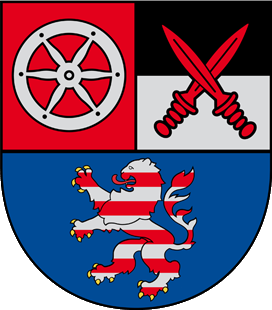
Stadt Treffurt
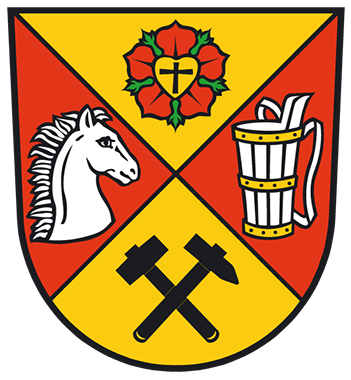
Gemeinde Unterbreizbach
Stadt Vacha
Gemeinde Weilar
Gemeinde Wiesenthal
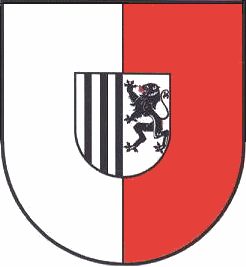
Gemeinde Wutha-Farnroda
Ortsteil Wolfsburg-Unkeroda

## Ehemalige Gemeinden mit eigenem Wappen

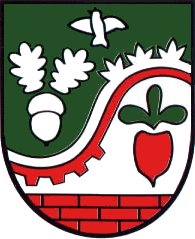
Gemeinde Lerchenberg
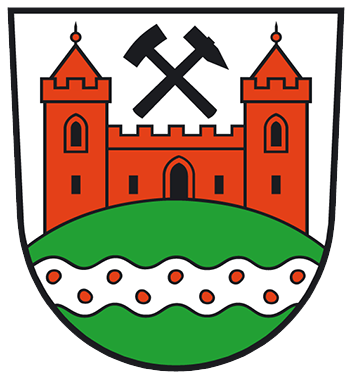
Gemeinde Merkers-Kieselbach
Gemeinde Moorgrund

## Blasonierungen
1. ↑  Wartburgkreis: „Geviert; Feld 1 in Blau ein linksgewendeter, siebenfach rot-silber geteilter, golden bewehrter und gekrönter Löwe, Feld 2 in Gold auf grünem Dreiberg eine schwarze, rot bewehrte Henne mit roten Lappen und Kamm; Feld 3 in Silber ein durchgehendes Kreuz; Feld 4 wie Feld 1 rechtsgewendet.“
2. ↑  Bad Liebenstein: „In Rot ein silberner, golden nimbierter Heiliger, Gewand und Ärmelaufschläge grün bordiert, in der Rechten einen grünen Palmzweig haltend, die Linke auf einen silbernen Rost gestützt.“(Details)
3. ↑  Bad Salzungen: „Auf blauem Grund ein Bischof in goldenem Ornat mit roten Schuhen, in der rechten Hand einen goldenen Krummstab und in der linken Hand ein rotes Buch mit schwarzem Kreuz.“
4. ↑  Eisenach:  „In Blau die silberne Ganzfigur des heiligen Georg in Kettenrüstung und Mantel; in der Rechten einen gefähnelten Speer, dessen silberner dreizipfliger Wimpel ein rotes Hochkreuz zeigt, die Linke, die einen goldenen Palmenzweig hält, gestützt auf einem Silberschild mit rotem Tatzenkreuz. Die Schildfigur ist rechts begleitet von einem silbernen Tatzenkreuzchen.“
 (seit Ende des 13. Jahrhunderts in Gebrauch, seit 1913 in unveränderter Farbgebung)
5. ↑  Hörselberg-Hainich: „Geviert von Silber und Grün, Feld 1 und 4: ein schwarzer Bruchpfahl; Feld 2: ein goldener Ammonit (Ammonshorn); Feld 3: ein gezahntes goldenes Buchenblatt.“
6. ↑  Nazza: „In Grün auf einem goldenen, mit einem blauen Wellenbalken belegten, aufgebogenen Schildfuß, eine schwarzgefugte silberne Mauer mit gewolbter schwarzer Toröffnung, daran hinten anschließend ein schwarzgefugter silberner Turm mit rotem Spitzdach und goldenem Knauf, im aufgesetzten oberen Kragen des Turms drei gewölbte schwarze Fensteröffnungen; vorn über der Mauer schwebend ein silbernes Schildchen mit zwei gekreuzten, schwarz gestielten dreizinkigen Gabeln mit goldenem Blatt.“(Details)
7. ↑  Weilar: „Zweimal gespalten: vorn ein Geviert von Silber und Schwarz, in der Mitte in Grün ein stilisiertes, rechtsgewendetes, silbernes Maiglöckchen mit vier Blüten, hinten in Silber ein schwarzes Andreaskreuz.“
8. ↑  Bad Liebenstein: „Schräggeteilt von Weiß über Rot, vorn ein rotes Herz, belegt mit einem weißen Tempelchen, hinten ein aus Kugel, Walze und Würfel bestehendes Gebilde.“
9. ↑  Borsch: „Gespalten; vorn in Rot eine silberne Butte mit goldenen Riemen; hinten von Silber und Schwarz geviert.“
10. ↑  Pferdsdorf: „In Grün ein nach links schreitendes silbernes Pferd.“
11. ↑  Schweina: „Im von Silber, Rot und Gold im Göpelschnitt geteilten Schild links ein aus Würfel, Walze und Kugel bestehendes rotes Gebilde (Fröbeldenkmal), rechts ein silberner nimbierter Heiliger, in der linken Hand einen silbernen Palmenzweig, in der rechten Hand einen schwarzen Rost haltend (St. Laurentius) und unten ein grüner Eichenzweig, bestehend aus zwei Blättern, dazwischen eine Eichel.“
12. ↑  Sünna: „Von Silber und Grün schrägrechts gespalten; oben eine rote fünfblättrige Rose, in deren Mitte ein goldenes, mit einem schwarzen Hochkreuz belegtes Herz; unten eine halbierte silberne Radachse.“
13. ↑  Unterbreizbach: „Gespalten von Rot und Gold, vorn eine silberne Butte mit goldenen Tragebändern, hinten drei schwarze, ins Schächerkreuz gesetzte Jagdhörner.“